# Lelio Lagorio
Lelio Lagorio (Trieste, 9 novembre 1925 – Firenze, 7 gennaio 2017) è stato un avvocato, giornalista e politico italiano, sindaco di Firenze dal 15 febbraio 1965 al 19 novembre dello stesso anno, il primo presidente della Regione Toscana dal 28 luglio 1970 al 26 settembre 1978 e Ministro della difesa dal 4 aprile 1980 al 4 agosto 1983 nei governi Cossiga II, Forlani, Spadolini I, Spadolini II e Fanfani V.

## Biografia
Nato a Trieste, ma fin da piccolo con la famiglia si era trasferito a Firenze, durante il regime fascista venne diffidato per azioni di contestazione nella scuola, e segnalato due volte all'Autorità. Dopo l'8 settembre, renitente al servizio militare della Repubblica sociale italiana, entrò in clandestinità.
Finita la guerra si è laureato in giurisprudenza all'Università di Firenze, dove poi insegnò per nove anni diritto processuale civile come assistente e allievo di Piero Calamandrei, iniziando anche la carriera di avvocato prima di aderire al Partito Socialista Italiano (PSI) e iniziare il suo lungo percorso politico.
Esponente del PSI, di cui venne eletto in nove competizioni elettorali, è stato sindaco di Firenze per meno di un anno nel 1965, succedendo a Giorgio La Pira. Fu il primo presidente della Regione Toscana dal 28 luglio 1970 al 26 settembre 1978 e il primo esponente del PSI divenuto Ministro della difesa nella storia dell'Italia Repubblicana (complessivamente dal 4 aprile 1980 – al 4 agosto 1983). Ideò e promosse le prime missioni militari italiane all'estero dopo la fine della seconda guerra mondiale (in Mar Rosso e in Libano).
Accrebbe i bilanci militari e modernizzò l'organizzazione dell'apparato militare italiano. Fu decisivo il suo contributo nelle azioni di soccorso e ricostruzione in occasione del terremoto dell'Irpinia (1980 e seguenti). Era ministro della difesa quando venne varata a Monfalcone la prima portaerei della Marina italiana (la "Garibaldi" nel 1983). Ripristinò dopo molti anni la parata militare a Roma per la festa della Repubblica (1983). Durante la sua presenza nel dicastero delle forze armate italiane gestì con fermezza il difficile problema dello schieramento degli euromissili in Sicilia come risposta al riarmo atomico missilistico dell'URSS. È stato anche Presidente del Consiglio dei ministri europei della NATO.
Fu ministro in carica in occasione della strage di Ustica. La sua testimonianza davanti alla Corte di Assise di Roma (6 dicembre 2001) sul "Caso Ustica" è pubblicata in www.leliolagorio.it (Documenti). Successivamente è stato Ministro del turismo e dello spettacolo (1983-1986) e a lui si deve la tanto attesa riforma del CONI e la istituzione per legge del Fondo Nazionale per lo Spettacolo che assicurò per molti anni l'attività delle istituzioni della musica, del cinema e del teatro. Lasciato a sua richiesta il Dicastero (1986) fu eletto Presidente del gruppo parlamentare socialista alla Camera dei deputati ed al Parlamento europeo (1986-1994) e fu il primo socialista italiano eletto vicepresidente dell'Unione dei partiti socialisti della Comunità Europea (1990-1992).
Alla metà degli anni '80 (1986-1988) alla Camera dei Deputati fece parte del ristretto Comitato Parlamentare per i Servizi Segreti e per il Segreto di Stato. A lui si deve una relazione sull'episodio di Sigonella. Il Presidente della Repubblica Sandro Pertini, motu proprio, fino dal 1978 gli ha conferito le insegne di Cavaliere di Gran Croce al merito della Repubblica. Autore di varie pubblicazioni su politica e storia locale, ha anche diretto la rivista Città & Regione. Ultimamente ha pubblicato "L'Esplosione: storia della disgregazione del PSI" e le sue memorie come Ministro della Difesa ("L'Ora di Austerlitz").
Muore nella notte del 6 gennaio 2017 a Firenze, il funerale civile si svolge in forma strettamente privata.
Secondo la testimonianza del pentito della 'ndrangheta Francesco Fonti, Lelio Lagorio fu coinvolto, insieme ad esponenti della Democrazia Cristiana, nello smaltimento illecito di rifiuti tossici e radioattivi provenienti da aziende italiane e trasportati in Somalia.